# Krulltofsskrika
Krulltofsskrika (Cyanocorax cristatellus) är en fågel i familjen kråkfåglar inom ordningen tättingar.

## Utseende
Krulltofsskrikan är en stor skrika med en tydlig svart tofs på huvudet som böjer sig bakåt. Vidare är den svart på strupe, bröst och rygg, blå på vingar och inre delen av stjärten, medan den yttre är vit. 

## Utbredning och systematik
Fågeln förekommer från södra och centrala Brasilien till östra Bolivia och nordostligaste Paraguay. Den behandlas som monotypisk, det vill säga att den inte delas in i några underarter.

## Levnadssätt
Krulltofsskrika hittas i savann, plantage, halvöppna områden och ibland trädgårdar. Där ses den vanligen i små ljudliga grupper.

## Status
Arten har ett stort utbredningsområde och beståndet anses stabilt. Internationella naturvårdsunionen IUCN listar den därför som livskraftig (LC).